# Toy Story 2

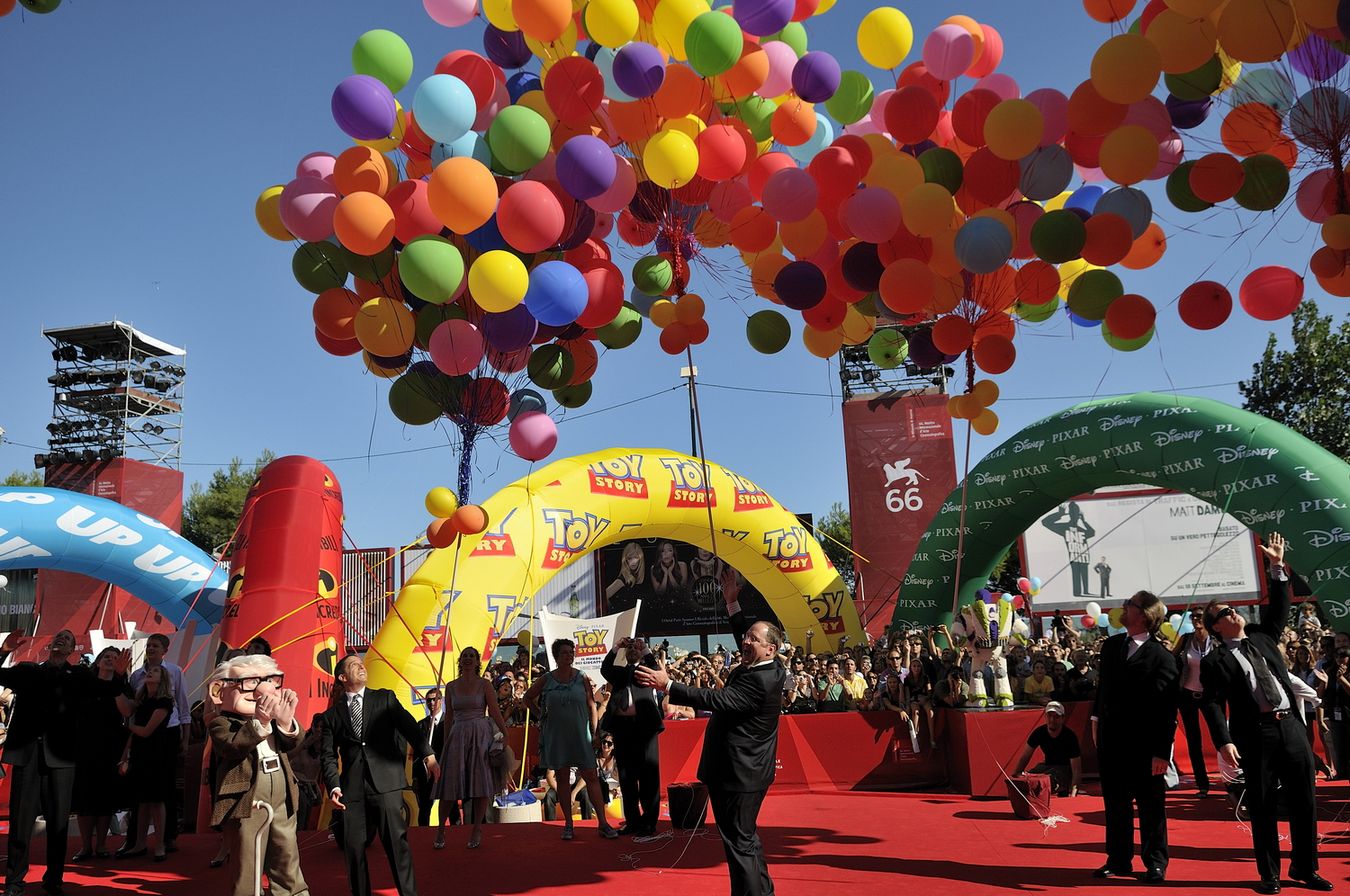
John Lasseter en el quinto día del 66.º Festival de Cine de Venecia, en 2009.

Toy Story 2 es una película de animación por ordenador de 1999 dirigida por John Lasseter, Ash Brannon y Lee Unkrich y producida por Pixar Animation Studios para Walt Disney Pictures. La película fue estrenada en Estados Unidos el 24 de noviembre de 1999. Es la segunda entrega de la franquicia Toy Story y la secuela de Toy Story (1995). En la película, Woody es robado por Al, un coleccionista de juguetes, lo que hace que Buzz Lightyear y sus amigos lo rescaten, pero entonces Woody es tentado por la idea de ser exhibido en un museo. Tom Hanks, Tim Allen, Don Rickles, Wallace Shawn, John Ratzenberger, Jim Varney, Annie Potts, R. Lee Ermey, John Morris y Laurie Metcalf repiten sus papeles de la primera película. A este reparto se unen Joan Cusack, Kelsey Grammer, Estelle Harris, Wayne Knight y Jodi Benson que interpretan a los nuevos personajes introducidos en esta película.
En un principio, Disney concibió Toy Story 2 como una secuela directa a vídeo. La película comenzó a producirse en un edificio separado de Pixar, a pequeña escala, ya que la mayor parte del personal principal de Pixar estaba ocupado trabajando en Bichos: Una aventura en miniatura (1998). Cuando las bobinas de la historia resultaron prometedoras, Disney elevó la película a la categoría de estreno en cines, pero Pixar no estaba satisfecha con la calidad de la película. Lasseter y el equipo de la historia volvieron a desarrollar toda la trama en un fin de semana. Aunque la mayoría de los largometrajes de Pixar tardan años en desarrollarse, la fecha de estreno establecida no podía moverse y el calendario de producción de Toy Story 2 se comprimió en nueve meses.
A pesar de los problemas de producción, Toy Story 2 se estrenó el 24 de noviembre de 1999 con un gran éxito de taquilla, llegando a recaudar más de 497 millones de dólares. Fue recibida con un amplio reconocimiento por parte de la crítica, con una rara calificación del 100% en el sitio web Rotten Tomatoes, al igual que su predecesora. La crítica la considera una de las pocas secuelas superiores a la original y aparece con frecuencia en las listas de las mejores películas de animación de la historia. Entre sus reconocimientos, la película ganó el premio a la mejor película musical o de comedia en la 57.ª edición de los Globos de Oro. La película se ha estrenado en múltiples ocasiones en formato doméstico y el 2 de octubre de 2009 se reestrenó en 3-D en Estados Unidos, 10 años después de su estreno. La secuela, Toy Story 3, se estrenó en junio de 2010.

## Historia de la Pelicula
La trama inicia con un videojuego de Buzz Lightyear jugado por Rex y en donde Zurg termina venciendo a Buzz Lightyear de un solo disparo, y dejando a Rex frustrado por haber sido vencido por Zurg. Mientras tanto, Woody se preparaba para ir a un campamento de verano con Andy (quien ahora tiene 10 años) durante el fin de semana, pero termina no encontrando su sombrero el cual lo tenía Buster, el perro salchicha de Andy, y el sombrero es recuperado por Slinky. Después, Andy juega con sus juguetes antes de irse, pero accidentalmente rompe el brazo derecho de Woody, por lo que su mamá decide dejarlo en un estante pese a que ella se ofreció a arreglarlo. En la estantería, Woody descubre que la madre de Andy está haciendo una venta de garaje en su jardín se lleva varios objetos viejos del dormitorio de Andy, incluyendo a un viejo pingüino de goma llamado Wheezy. Con la ayuda de Buster, Woody se escabulle hasta el jardín y salva a Wheezy, pero se cae en el jardín y es encontrado por una niña, la madre de la niña deja a woody en una mesa debido a que esta roto, el coleccionista de juguetes  Al ve a woody y quiere llevarselo pero la madre de andy se lo quita a Al y lo guarda, el coleccionista de juguetes termina robando a Woody cuando la mamá de Andy se rehúsa a vendérselo. El ladrón es reconocido por Buzz y los demás juguetes como Al McWhiggin, quién es el propietario de la juguetería "Almacén de juguetes de Al" y a quien los juguetes de Andy reconocen como el "Hombre Pollo" por los comerciales que este hace en televisión. Para llevar a cabo la misión de búsqueda, Buzz recluta a Mr. Potato Head (Sr. Cara de Papa), a Slinky, a Rex y a Hamm para salir de la casa y rescatar a Woody, antes de que Andy regrese a casa.
En el piso de Al, Woody descubre que es una pieza de coleccionista de valor incalculable de "El Rodeo de Woody", un popular programa infantil de los años 50, y conoce a otros juguetes de la franquicia: la vaquera Jessie, su fiel caballo Bullseye ("Tiro al Blanco" en Hispanoamérica; "Perdigón" en España), y el Capataz, quien aún sigue sellado dentro de su caja. Con la inclusión de Woody, Al planea vender toda la colección de "El Rodeo de Woody" a un museo del juguete en Tokio, Japón y obtener una importante suma de dinero. No obstante, esa misma noche el brazo de Woody termina de romperse cuando Al lo saca de su estuche para tomar varias fotos, por lo que Al desesperadamente contrata los servicios de un anciano reparador de juguetes para reparar a Woody de su brazo descosido y retocarlo. Los otros tres juguetes están entusiasmados con el viaje, pero Woody, todavía siendo el juguete de Andy y ansioso en regresar a su hogar, espera únicamente a que el reparador de juguetes le arregle el brazo para volver con Andy. Esto mismo genera una desacuerdo entre él y Jessie, quien teme a ser devuelta y metida en una caja donde ha estado durante años, ya que el museo de juguetes no aceptaría toda la colección sin Woody. Esa noche Woody intenta escapar con su brazo pero la televisión se enciende siendo luego atrapado por Al, y Woody cree que Jessie la encendió para evitar que los abandonara. Al día siguiente, llega el reparador y le repara el brazo, dejándolo como nuevo. Woody se dispone entonces a volver con Andy, pero el capataz le convence para que hable con Jessie antes de poder marcharse. Jessie le revela que ella también había sido un juguete muy amado por su dueña, una niña llamada Emily, de quien era inseparable, hasta que terminó olvidándola y donándola cuando era una adolescente. Poco después, cuando Woody finalmente se disponía a marcharse, el Capataz intenta reflexionar por segunda vez con él diciéndole que Andy está creciendo y no podía hacer nada para impedirlo, también en que debe elegir entre regresar y pasar al olvido o en acompañarlos y ser algo para siempre, ser amado y recordado por muchas generaciones. Dándose cuenta de todo lo anterior, Woody lo piensa mejor y decide quedarse con el trío.
Mientras todo esto pasaba, Buzz y el resto del grupo, arriban a la juguetería que está justo frente a la vivienda de Al. Y justo cuando se separa del resto de los juguetes, Buzz se topa con un nuevo Buzz Lightyear (que en realidad era el Buzz de la tienda de Al), y quien cree que realmente es un guardián espacial, tal como Buzz había creído antes. Debido a que el Buzz de la tienda cree que el Buzz de Andy ha roto una regla y debe de ser castigado, ambos se pelean y el Buzz de Andy, termina siendo encerrado en una caja, mientras que los demás juguetes acaban confundiéndose con el Buzz de la tienda, como si fuera el Buzz de Andy (siendo por esto mismo que tenía un cinturón puesto) y aunque Rex intenta decirle que tiene una solución para vencer a Zurg, sin saber el nuevo Buzz que hacía alusión al videojuego, razón por la cual acaba siguiéndolos. Los juguetes de Andy y el Buzz nuevo llegan a la oficina del recinto, donde Al está realizando una comunicación telefónica con el dueño del museo de Tokio y le confirma el pago por la colección completa. Y aprovechando la ocasión, los juguetes se adentran en el portafolios de Al, mientras éste sale emocionado del recinto.
El verdadero Buzz logra escapar de la caja y los persigue, sin embargo, al abandonar el almacén acaba liberando, accidentalmente, a una figura de acción de "El Malvado Emperador Zurg" de su caja. Los juguetes ingresan por los ductos de ventilación y llegan hasta el ascensor del edificio de apartamentos y el Buzz de Andy alcanza a los demás, demostrando también ser el auténtico juguete de Andy. Ellos intentan regresar a casa con Woody, pero este último no acepta. Entonces Buzz le recuerda a Woody que un juguete está destinado a ser jugado por un niño y no para ser observado, a través de un cristal por uno. Woody no acepta inicialmente siendo abandonado por los demás jugetes, pero al mirar como en el programa un niño juega con la marioneta del programa «El Rodeo de Woody», recobra el sentido y convence a Jessie y a Bullseye de convertirse en juguetes de Andy, pero Capataz, creyendo que el viaje al museo es su única oportunidad de ser recordado, ya que nunca fue vendido, sale de su embalaje y asegura la rejilla, dejando atrapados a Woody, Jessie y Bullseye sin poder hacer nada, Woody intuye que fue el Capataz quien había impedido que Woody huyera encendiendo la televisión la noche anterior. Entonces llega Al y empaqueta a Woody con el resto de juguetes y se dirige hacia la aduana. Buzz y sus esbirros intentan cogerles a tiempo, se encuentran el Emperador Zurg y comienza a luchar con el Nuevo Buzz, pero Zurg termina siendo accidentalmente vencido por Rex, cayendo lo más abajo del ascensor y Rex salió victorioso por derrotar a Zurg.
Buzz y los demás (excepto el nuevo Buzz que se queda con Zurg) suben a una furgoneta de reparto abandonada de Pizza Planet y persiguen a Al hasta al aeropuerto (en el transcurso de la persecución, Mr. Potato Head acaba rescatando a 3 pequeños alienígenas del Pizza Planet, que eran accesorios de la furgoneta) donde observan como Al deposita la maleta (con Woody, Jessie, Bullseye y el Capataz) en el área de mercancías y encomiendas. Momentos después, dentro de la zona de carga y descarga, son atacados por el capataz, que se pelea con Woody, rompiéndole de nuevo el brazo, aunque afortunadamente acaba siendo derrotado por los juguetes de Andy y Woody decide enseñarle la vida de un juguete poniéndolo en la maleta de una niña. Mientras tanto, Jessie acaba siendo abordada en un camión de carga con destino a Tokio, Japón; pero Woody se las ingenia para colarse en el furgón del rodado "escondiéndose en un maletín" y rescatarla, no obstante, por muy poco se quedan atrapados dentro del remolque cuando éstos se disponían a salir, y el vehículo arranca. Woody le pide a Jessie que confíe en él para salir del lugar, mediante  una escotilla de salida de emergencia que habia en uno de los laterales del vagón. De repente, Buzz y Bullseye consiguen alcanzarles y atrapan también el sombrero que se le había caído a Woody (quien casi cae al asfalto, y queda amarrado al paragolpes trasero y al brazo de Jessie). Jessie, muy asustada, le dice a Woody que su idea era una locura, pero Woody le pide que imagine que es como si fuera el episodio final de «El Rodeo de Woody» y acepta, Woody y Jessie saltan del camión segundos antes de que ingresara en la autovía y acaben presumiblemente sobre la carretera o en el medio de la nada. Aunque logran caer sobre Bullseye y Buzz.
Los juguetes poco después regresan a la casa de Andy, justo antes de que este último regrese del campamento la mañana siguiente y esperan su regreso. Andy toma, en primera instancia, a Jessie, Bullseye y los 3 alienígenas de Pizza Planeta, como sus nuevos cinco reclutas. Los juguetes se enteran de que el negocio de Al había caído en bancarrota, debido al fallido intento de vender y entregar la mercancía, al museo de Tokio. Mientras los nuevos juguetes se acostumbran a tener un nuevo dueño, Mra. Potato Head adopta a los 3 alienígenas del Pizza Planet, quienes fueron rescatados por Mr. Potato Head, como sus hijos. Wheezy ya rechinando, (debido a que el Sr. Tiburón encontró un nuevo chillador) canta la canción «You've Got a Friend in Me», al estilo de Frank Sinatra, mientras Woody le dice a Buzz que no se preocupara, por el hecho de que Andy esté creciendo, porque cuando pase, Woody aún tendrá a Buzz, para hacerle compañía "Hasta el infinito y más allá".

## Personajes

### Juguetes principales de Andy
- Tom Hanks - Woody: Es un vaquero de juguete, el cual es robado por Al en una venta de jardín, conoce a Jessie, Bullseye y Oloroso Pete. Confundido, trata de huir, pero descubre que será comercializado y famoso en Japón gracias al trío.
- Tim Allen - Buzz Lightyear/Nuevo Buzz: : El juguete espacial tendrá que rescatar a su mejor amigo Woody.
- Joan Cusack - Jessie: Una vaquerita de juguete, que sería vendida a Japón junto con Oloroso Pete, Bullseye y Woody. Se convierte en la mejor amiga de Woody, se va con él y sus amigos a la casa de Andy, junto con Bullseye.
- Don Rickles - Mr. Potato Head ("Señor Patata" en España y "Sr. Cara de Papa" en Hispanoamérica): Inspirado en el juguete de mismo nombre, ayuda a sus amigos a encontrar a Woody, rescatando de paso a los hombrecitos verdes y adaptándolos como sus hijos.
- R. Lee Ermey - Sargento: Es un sargento verde de juguete que le pertenece a Andy.
- Jim Varney - Slinky Dog: El perro resorte de juguete, ayuda a sus amigos a rescatar a Woody de las manos de Al.
- Wallace Shawn - Rex: Es un tiranosaurio rex verde de juguete. Ayudará a Buzz y a sus amigos, a rescatar a Woody de las manos de Al.
- John Ratzenberger - Hamm: Es una hucha de cerdo. Ayudará a Buzz y a sus amigos, a rescatar a Woody de Al.
- Annie Potts - Bo Peep: Es una pastorcilla de porcelana, novia de Woody.
- Estelle Harris - Mrs. Potato Head ("Sra. Patata" en España y "Sra. Cara de Papa" en Hispanoamérica): La esposa de Mr. Potato Head, adopta a los hombrecitos verdes como sus hijos.
- Joe Ranft - Wheezy: Es un viejo y averiado pingüino de juguete, olvidado por Andy como se pudo apreciar en una escena eliminada de Toy Story, a quien Woody lo rescata de una venta. Al final de la película, reparan su silbato y vuelve a ser usado.
- Joe Ranft - Lenny: Son unos binoculares de juguete con patas.
- Bullseye ("Perdigón" en España y "Tiro al Blanco" en Hispanoamérica): Es el fiel caballo de juguete de Jessie y de Woody, será vendido junto con Jessie, Oloroso Pete y Woody, pero gracias a Woody, él y Jessie huyen de las manos de Al y del Oloroso Pete.
- Jeff Pidgeon - Hombrecillos verdes: Son tres pequeños extraterrestres de juguete que adoptan los señores Potato Head.
- Rocky Gibraltar: Es un muñeco de ejercitados músculos. Es el más fuerte y musculoso del grupo. Es probablemente una parodia de Rocky Balboa.

### Otros juguetes
- Jodi Benson - Barbie Guía: Es una muñeca Barbie, que empieza a guiar a Rex, Hamm, Potato Head, Slinky y Buzz a la oficina de Al.
- Tim Allen - Nuevo Buzz Lightyear: El reemplazo de Buzz Lightyear, se revela que es hijo de Zurg.

### Juguetes Antagonistas
- Kelsey Grammer - Capataz Pete "Oloroso Pete": Sería comercializado junto con Jessie, Bullseye y Woody. Se hace pasar por un juguete bueno y bondadoso, pero se revela su verdadera identidad malvada y descortés, y sus planes con los chicos. Nunca fue vendido y nunca tuvo un dueño por lo que ve el museo como la única oportunidad que tiene de ser admirado. Odia mucho a Buzz Lightyear y la temática de astronautas, ya que menciona que el programa espacial Sputnik causó un gran interés en los niños, reemplazando en popularidad a "El Rodeo de Woody", causando que este fuera cancelado. Al final, gracias a los juguetes de Andy termina siendo adueñado por una niña llamada Amy, quien gusta de dibujar en la cara de sus juguetes.
- Andrew Stanton- Zurg: El padre del falso Buzz Lightyear, a quien quería asesinarlo.

### Humanos
- Wayne Knight - Al McWhiggin: El coleccionista que se roba a Woody para intentar ganar dinero con el, en Tokio. Tiene una cadena de jugueterías llamada Al's Toy Barn.
- John Morris - Andy Davis: El dueño de los juguetes, es el hijo de la Sra. Davis. En esta entrega tiene 10 años de edad. Cuando llega a su casa se impresiona porque tiene de regalo a cinco nuevos juguetes.
- Hannah Unkrich - Molly Davis: Es la hermana menor de Andy, que recién comienza a caminar. Tiene 5 años de edad en esta película.
- Laurie Metcalf - Sra. Davis: La madre de Andy y Molly.
- Jonathan Harris - Reparador Geri: Es un anciano reparador de juguetes, Al lo llamó para que repare a Woody. Curiosamente, es el mismo Geri del cortometraje animado de Pixar Geri's Game.
- Emily: Es la antigua dueña de Jessie, que aparece cuando la vaquera le cuenta a Woody su historia con ella, con la canción melancólica "When She Loved Me" de fondo. Abandona a Jessie cuando se vuelve adolescente en una caja, quedándole a la vaquera este trauma para toda su vida. En un inicio, se creía que Emily es la madre de Andy cuando era joven, ya que en su momento poseía el mismo sombrero rojo que tiene Andy (Esta hipótesis no se sostiene debido a que, a diferencia del otro sombrero, este tiene un lazo blanco). Además, el decorado de su habitación (con discos de vinilo y pósteres psicodélicos) sugiere que ella creció entre los años '60 y '70, por lo que tendría entre 30 y 35 años en 1995 (año de lanzamiento de la primera película).[8] Sin embargo, se ha desmentido ya que se aclaró que el nombre de la madre de Andy en realidad es Jennifer.

### Animales
- Buster: El Dachshund marrón y naranja de Andy, quien se roba el sombrero de Woody al principio de la película. Ayuda a Woody a salvar a Wheezy.

### Voces
Se confirmó el regreso de Tom Hanks y Tim Allen como Sheriff Woody y Buzz Lightyear, respectivamente. Para la voz de los nuevos juguetes se eligieron a Joan Cusack como  Jessie la vaquerita y a Kelsey Grammer como el Oloroso Pete. John Ratzenberger, Jim Varney, Annie Potts y Don Rickles retomaron sus papeles como Ham, Slinky, Bo Peep y Mr. Potato Head, respectivamente. A este elenco se adicionaron Estelle Harris como Mrs. Potato Head, Andrew Stanton como el Emperador Zurg y la actriz de Broadway Jodi Benson, la voz de Ariel en La sirenita, para la voz de las diferentes Barbies. Por otra parte, se confirmó el regreso de John Morris al papel de Andy, Laurie Metcalf como la Sra. Davis y se adicionó a Wayne Knight en el papel de Al McWhiggin.
| Personaje                     | Actor de voz                                                                    |
| ----------------------------- | ------------------------------------------------------------------------------- |
| Woody                         | Tom Hanks                                                                       |
| Buzz Lightyear                | Tim Allen                                                                       |
| Jessie                        | Joan Cusack (diálogos) Mary Kay Bergman (gritos) Sarah McLachlan (voz cantante) |
| Stinky Pete                   | Kelsey Grammer                                                                  |
| Sr. Cara de Papa/Sr. Patata   | Don Rickles                                                                     |
| Slinky                        | Jim Varney                                                                      |
| Rex                           | Wallace Shawn                                                                   |
| Jam                           | John Ratzenberger                                                               |
| Betty/Bo Peep                 | Annie Potts                                                                     |
| Al McWhiggin                  | Wayne Knight                                                                    |
| Andrew "Andy" Davis           | John Morris                                                                     |
| Sra. Davis                    | Laurie Metcalf                                                                  |
| Sra. Cara de Papa/Sra. Patata | Estelle Harris                                                                  |
| Sargento                      | R. Lee Ermey                                                                    |
| Barbie                        | Jodi Benson                                                                     |
| Restaurador Geri              | Jonathan Harris                                                                 |
| Wheezy                        | Joe Ranft                                                                       |
| Wheezy                        | Robert Goulet (voz cantada)                                                     |
| Emperador Zurg                | Andrew Stanton                                                                  |
| Marcianos                     | Jeff Pidgeon                                                                    |
| Voz en TV                     | Corey Burton                                                                    |
| Mr. Spell                     | Jeff Pidgeon                                                                    |
| Rocky                         | Jack Angel                                                                      |
| Sr. Tiburón                   | Jack Angel                                                                      |
| Luchadores de juguete         | John Lasseter (Azul) y Lee Unkrich (Rojo)                                       |
| Voz de filmación              | Phil Proctor                                                                    |
| Representante en la aerolínea | Phil Proctor                                                                    |
| Sr. Konishi                   | Phil Proctor                                                                    |
| Empleados en juguetería       | Bill Farmer                                                                     |
| Empleados en juguetería       | Andi Peters                                                                     |
| Voz en aeropuerto             | Tress MacNeille                                                                 |
| Amy                           | Debi Derryberry                                                                 |
| Madre de Amy                  | Sherry Lynn                                                                     |
| Lenny                         | Joe Ranft                                                                       |
| Niña en venta de jardín       | Nicolette Little                                                                |
| Madre en venta de jardín      | Mickie McGowan                                                                  |
| Pasajero #1                   | Rodger Bumpass                                                                  |
| Pasajero #2                   | Bob Bergen                                                                      |
| Director (outakkes)           | John Lasseter                                                                   |
| Cameos                        |                                                                                 |
| Flik                          | Dave Foley                                                                      |
| Strudell/Heimlich             | Joe Ranft                                                                       |